# THE KILLER GOLDFISH
『THE KILLER GOLDFISH』（ザ・キラー・ゴールドフィッシュ）は2025年5月2日に公開された日本映画。監督はユキヒコツツミ（堤幸彦）。
金魚による連続殺人事件、ネアンデルタール人の復讐劇、そして転生といった要素が絡み合う、独特な世界観を持つ作品となっている。

## 制作背景
本作は堤、本広克行、佐藤祐市の3人の映画監督が立ち上げ、NFTやクラウドファンディングを活用し、従来の映画制作とは異なるアプローチで生み出すプロジェクト「SUPER SAPIENSS」長編映画第1弾として制作された。
このプロジェクトは、原作づくりから映像化に至る全プロセスを一気通貫で展開する、日本の映像業界史上初の試みである。
企画立ち上がりの段階で、WEB3の技術等を取り入れながら、コミュニティを構築しFANDOMを"一緒に物語を育てる仲間"として巻き込み、実際に撮影現場へコミュニティメンバーがスタッフとして参加したり、仮編集状態でのプレビューを行い、監督やプロデューサーに意見を伝える機会などを創出した。

## キャスト
『ぴあ映画』による。
- 環栄李花 - 岡エリカ
- 立花雪根 - 髙橋佳成
- 山中伝蔵 - 池浪玄八
- 笹白趣美 - 伊藤さゆり
- 菊千代
- 伊藤陽佑
- 渡邉泰良
- 藤嶋花音
- 花柳のぞみ
- 比佐仁
- 児玉純一
- 窪塚愛流
- 瀬戸琴楓
- 春本ヒロ
- 前田隆成
- 川久保拓司
- 吉岡睦雄
- 伊藤慶徳
- つじかりん
- 梶裕貴（声の出演）
- 窪塚洋介
- 佐藤二朗

## スタッフ
『ぴあ映画』による。
- 監督 - ユキヒコツツミ
- 脚本 - 萱野孝幸
- 主題歌 - Alisa「Hourglass」[4]
- 原作 - SUPER SAPIENSS
- プロデューサー - 森谷雄

## セレクトされた映画祭
- ブラジル・ファンタスポア映画祭（2025年4月）
- ポルトガル・ポルト国際映画祭（2025年3月）
- イギリス・ロンドン国際ファンタスティック映画祭 （2024年11月）
- イタリア・スルーザルッキンググラス映画祭（2024年11月）
- スウェーデン・ストックホルム国際ファンタスティック映画祭（2024年10月）
- スウェーデン・ルンド国際ファンタスティック映画祭（2024年10月）
- 南アフリカ・セルドロイド国際ファンタスティック映画祭（2024年9月）

## 公開と評価
本作は、2024年に南アフリカ、スウェーデン、ロンドン、ポルトガルなどの海外映画祭で上映され、各国で高い評価を受けた。特に、ポルトガルのポルト国際映画祭では、満席の会場で観客から喝采を浴び、「クレイジー」と称賛された。
日本国内では、2025年5月2日より、東京・下北沢の「シモキタ-エキマエ-シネマ K2」にて単館上映が開始。この劇場での上映は、作品への想いと「新しい興行の形」にチャレンジするという意図から、あえて1館でのスタートを選択し長期公開を目指している。

## 関連作品
『THE KILLER GOLDFISH』とWEBTOON作品『キラー・ゴールドフィッシュ』は共にSUPER SAPIENSSの原案であり関連作品である。このWEBTOONは、株式会社コルクの協力のもと、漫画家ちょびが作画を担当し、LINEマンガにて2023年10月22日より連載が開始された。制作過程は、随時コミュニティ内に公開され、またコミュニティメンバーらが保有しているスパサピNFTが作品内に登場するなど、共創型のアプローチが採用された。